# Östergötlands runinskrifter Fv1959;241
Östergötlands runinskrifter Fv1959;241 är en runsten i Östra Eneby kyrka i Norrköping. Den är av blågrå glimmerskiffer och daterad till 1000-talet. Stenen har ganska omfattande skador och endast en del av inskriften är bevarad. Den har använts som altarskiva, och fått formen anpassad för den uppgiften, och som golvsten framför ett altare. I samband med restaurering av kyrkan 1954 hittades stenen, som då var sönderslagen i fem delar. Den har lagats och satts upp mot den södra väggen framme vid koret. Till ristningen hör förutom runinskriften ett på mittytan beläget kors.

## Translitterering
På vad som återstår av denna runsten står en text som i translittererad form får följande lydelse:
... ---- × stain × þansi × ifti- × r(a)-...

## Översättning
Översatt till våra dagars svenska blir meddelandet på stenen följande:
"... (resa) denna sten efter R..."